# Frigidoalvania cruenta
Frigidoalvania cruenta is een slakkensoort uit de familie van de Rissoidae. De wetenschappelijke naam van de soort is voor het eerst geldig gepubliceerd in 1915 door Odhner.